# Йоан Камица
Йоан Камица (на гръцки: Ἱωάννης Καμμύτζης) е византийски военачалник в Никейската империя, заемащ ранга на велик етериарх.
Ранният му живот остава неизвестен. Той обаче е бил член на видния аристократичен клан на Камиците и бил роднина на Мануил Камица, който служил като протостратор при императорите от династията на Ангелите. Йоан Камица се споменава единствено от Георги Акрополит около. 1224 г., когато жителите на Адрианопол изпращат пратеници до Никея, призовавайки император Йоан III Ватаци да ги освободи от латинско владичество. Ватаци изпратил Камица заедно с протостратора Йоан Исис начело на една армия. Градът паднал бързо, но малко след това, в края на 1224 или началото на 1225 г., Теодор Комнин Дука, владетелят на Епир и съперник на Ватаци, който също претендирал за императорската титла, се явил пред стените на Адрианопол със своите войски. Теодор спечелил на своя страна жителите на града, а Исис и Камица се съгласили да го напуснат, след като им гарантирали безопасно отстъпление. Твърди се, че Камица разгневил Теодор Комнин, когато не слязъл от коня и не му отдал почит като на император, докато напускал града, а епирският владетел го обидил. Като награда за тази проява на лоялност Ватаци възнаградил Камица с ранга на велик етериарх.

## Цитирана литература
- ((fr)) Karlin-Hayter, Patricia (1974). L'hétériarque. L'évolution de son rôle du "De Cerimoniis" au "Traité des Offices". – Jahrbuch der Österreichischen Byzantinistik, 23,  101–143
- Macrides, Ruth (2007). George Akropolites: The History – Introduction, Translation and Commentary. Oxford: Oxford University Press, ISBN 978-0-19-921067-1, https://books.google.com/books?id=v_0LdWboHXwC

|  | Тази страница частично или изцяло представлява превод на страницата John Kamytzes в Уикипедия на английски. Оригиналният текст, както и този превод, са защитени от Лиценза „Криейтив Комънс – Признание – Споделяне на споделеното“, а за съдържание, създадено преди юни 2009 година – от Лиценза за свободна документация на ГНУ. Прегледайте историята на редакциите на оригиналната страница, както и на преводната страница, за да видите списъка на съавторите. ВАЖНО: Този шаблон се отнася единствено до авторските права върху съдържанието на статията. Добавянето му не отменя изискването да се посочват конкретни източници на твърденията, които да бъдат благонадеждни. |